# Клаувель, Отто Адольф
Отто Адольф Ойген Клаувель (нем. Otto Adolf Eugen Klauwell; 7 апреля 1851, Бад-Лангензальца — 11 мая 1917, Кёльн) — немецкий композитор и музыковед. Племянник Адольфа Клаувеля.

## Биография
Учился в гимназии Пфорта. Участвовал во Франко-прусской войне, затем поступил в Лейпцигский университет, где изучал сперва математику, потом музыкознание. Занимался также композицией под руководством Карла Райнеке и Э. Ф. Э. Рихтера. C 1875 г. и до конца жизни преподавал в Кёльнской консерватории — первоначально композицию и историю музыки, с 1884 г. возглавлял кафедру фортепиано. После смерти Франца Вюльнера в 1902 году один из её руководителей (с Вилли Хессом и Эрнстом Вольфом), в 1905—1917 гг. её директор.
Среди основных трудов Клаувеля — диссертация «Канон в его историческом развитии» (нем. Der Kanon in seiner geschichtlichen Entwicklung; Лейпциг, 1875); «Аппликатура при игре на фортепиано» (нем. Der Fingersatz des Klavielspiels; Лейпциг, 1885), ряд популярно-просветительских изданий, в том числе «Формы инструментальной музыки» (нем. Die Formen der Instrumentalmusik; 1894) и «История сонаты от её возникновения до настоящего времени» (нем. Geschichte der Sonate von ihren Anfängen bis zur Gegenwart; 1899), биографии Теодора Гуви (1900) и Теодора Кирхнера (1909). Наиболее известное и значительное сочинение Клаувеля — книга «История программной музыки» (нем. Geschichte der Programm-Musik von ihren Anfängen biz zur Gegenwart; 1910), в которой он настаивал на понимании программной музыки как отказа от внутренних законов развития музыкального произведения и замены их чуждыми музыкальной природе резонами; с этой позицией полемизировал позднее Карл Дальхауз. Опубликовал также сборник эссе «Музыкальные признания» (нем. Musikalische Bekenntnisse; 2 изд., Лейпциг, 1892).
В композиторском наследии Клаувеля — романтическая опера «Дева моря» (нем. Das Mädchen vom See; 1889), фортепианные пьесы, камерная музыка, песни.